# Larry Steele
Larry Nelson Steele (n. Greencastle, Indiana, 5 de mayo de 1949) es un exjugador y exentrenador de baloncesto estadounidense que disputó nueve temporadas en la NBA, todas ellas en los Portland Trail Blazers. Con 1,96 metros de estatura, lo hacía en la posición de escolta.

## Trayectoria deportiva

### Universidad
Jugó durante tres temporadas con los Wildcats de la Universidad de Kentucky, en las que promedió 10,4 puntos, 6,6 rebotes y 2,9 asistencias por partido. En su última temporada fue incluido por los entrenadores en el mejor quinteto de la Southeastern Conference.

### Profesional
Fue elegido en la trigésimo séptima posición del Draft de la NBA de 1971 por Portland Trail Blazers, y también en el puesto 73 del draft de la ABA por los Kentucky Colonels, fichando por los primeros.
En los Blazers se convirtió en un especialista defensivo, alcanzando la titularidad en la temporada 1973-74, en la que promedió 9,7 puntos, 4,0 asistencias, 3,8 rebotes y 2,7 robos de balón, en el primer año que se consideraba este último apartado, convirtiéndose en el primer jugador de la liga en liderar esta estadística.
En la temporada 1976-77 le arrebató el puesto de titular Bob Gross, pero a pesar de ello firmó sus mejores números como profesional, promediando 10,3 puntos y 2,3 rebotes por partido, que ayudaron a los Blazers, liderados por Bill Walton y Maurice Lucas a ganar su primer y hasta el momento único título de campeones de la NBA.
Jugó tres temporadas más, hasta que se vio forzado a retirarse debido a una lesión en 1980.

### Entrenador
Tras retirarse del baloncesto en activo, en 1987 se hizo cargo como entrenador del equipo de la Universidad de Portland, donde permaneció 7 temporadas, con un balance de 56 victorias y 141 derrotas. Actualmente regenta un campus de baloncesto en la localidad de Vernonia (Oregón).

## Estadísticas de su carrera en la NBA

### Temporada regular
| Temporada | Edad | Equipo                 | Liga | P   | TIT | MIN  | TC  | TCA | %TC  | 3P  | 3PA | %3P  | TL  | TLA | %TL  | R.OF. | R.DEF. | REB | ASIS | ROB | TAP | PER | FP  | PTS  |
| 1971-72   | 22   | Portland Trail Blazers | NBA  | 72  |     | 18.2 | 2.1 | 4.3 | .481 |     |     |      | 1.0 | 1.3 | .722 |       |        | 3.9 | 2.2  |     |     |     | 2.8 | 5.1  |
| 1972-73   | 23   | Portland Trail Blazers | NBA  | 66  |     | 19.7 | 2.4 | 5.0 | .483 |     |     |      | 1.1 | 1.3 | .798 |       |        | 2.3 | 2.4  |     |     |     | 2.7 | 5.9  |
| 1973-74   | 24   | Portland Trail Blazers | NBA  | 81  |     | 32.7 | 4.0 | 8.4 | .478 |     |     |      | 1.7 | 2.1 | .789 | 1.1   | 2.7    | 3.8 | 4.0  | 2.7 | 0.4 |     | 3.6 | 9.7  |
| 1974-75   | 25   | Portland Trail Blazers | NBA  | 76  |     | 31.4 | 3.5 | 6.4 | .548 |     |     |      | 1.6 | 1.9 | .836 | 1.1   | 1.8    | 3.0 | 3.8  | 2.4 | 0.2 |     | 3.3 | 8.6  |
| 1975-76   | 26   | Portland Trail Blazers | NBA  | 81  |     | 29.4 | 4.0 | 8.0 | .495 |     |     |      | 1.9 | 2.5 | .759 | 1.0   | 2.7    | 3.6 | 4.0  | 2.1 | 0.2 |     | 3.6 | 9.9  |
| 1976-77   | 27   | Portland Trail Blazers | NBA  | 81  |     | 20.7 | 4.0 | 8.0 | .500 |     |     |      | 2.3 | 2.8 | .806 | 0.9   | 1.4    | 2.3 | 2.1  | 1.5 | 0.2 |     | 2.7 | 10.3 |
| 1977-78   | 28   | Portland Trail Blazers | NBA  | 65  |     | 17.4 | 3.2 | 6.9 | .470 |     |     |      | 1.5 | 1.9 | .820 | 0.5   | 1.2    | 1.7 | 1.3  | 0.9 | 0.1 | 1.0 | 2.1 | 8.0  |
| 1978-79   | 29   | Portland Trail Blazers | NBA  | 72  |     | 20.7 | 2.8 | 6.7 | .420 |     |     |      | 1.6 | 1.9 | .824 | 0.8   | 1.6    | 2.4 | 2.0  | 1.0 | 0.1 | 1.3 | 2.9 | 7.2  |
| 1979-80   | 30   | Portland Trail Blazers | NBA  | 16  |     | 27.9 | 3.9 | 9.1 | .425 | 0.0 | 0.3 | .000 | 1.4 | 1.7 | .815 | 0.8   | 2.0    | 2.8 | 4.2  | 1.6 | 0.1 | 2.1 | 3.3 | 9.1  |
| Total     |      |                        | NBA  | 610 |     | 24.2 | 3.3 | 6.9 | .483 | 0.0 | 0.3 | .000 | 1.6 | 2.0 | .796 | 0.9   | 1.9    | 2.9 | 2.8  | 1.8 | 0.2 | 1.3 | 3.0 | 8.2  |

### Playoffs
| Temporada | Edad | Equipo                 | Liga | P  | MIN | TCA | TC  | 3PA | 3P | TLA | TL | R.OF. | REB | ASIS | ROB | TAP | PER | FP | PTS | %TC  | %3P | %FT  | MIN  | PTS  | REB | AST |
| 1976-77   | 27   | Portland Trail Blazers | NBA  | 18 | 261 | 26  | 70  |     |    | 24  | 32 | 12    | 27  | 18   | 9   | 0   |     | 30 | 76  | .371 |     | .750 | 14.5 | 4.2  | 1.5 | 1.0 |
| 1977-78   | 28   | Portland Trail Blazers | NBA  | 6  | 191 | 25  | 60  |     |    | 19  | 21 | 8     | 26  | 14   | 7   | 2   | 12  | 22 | 69  | .417 |     | .905 | 31.8 | 11.5 | 4.3 | 2.3 |
| 1978-79   | 29   | Portland Trail Blazers | NBA  | 3  | 73  | 16  | 28  |     |    | 8   | 9  | 6     | 11  | 7    | 10  | 0   | 3   | 8  | 40  | .571 |     | .889 | 24.3 | 13.3 | 3.7 | 2.3 |
| Total     |      |                        | NBA  | 27 | 525 | 67  | 158 |     |    | 51  | 62 | 26    | 64  | 39   | 26  | 2   | 15  | 60 | 185 | .424 |     | .823 | 19.4 | 6.9  | 2.4 | 1.4 |